# OMB (Turijn)
OMB is een historisch Italiaans merk van motorfietsen.
De bedrijfsnaam was: Officine Meccanica Broglia, Torino.
Angelo Blatto was een druk baasje. Van 1927 tot 1932 werkte hij samen met Giovanni Ladetto (zie Ladetto & Blatto), in 1924 begon hij voor zichzelf het merk Augusta en in 1932 bouwde hij de OMB’s. Dit waren machientjes met de bekende Blatto-173cc-kopklepmotor, die nog veel overeenkomst vertoonde met de 175cc-Ladetto waarmee Alfredo Panella in 1928 Europees kampioen was geworden. OMB eindigde de productie in 1934.